# Spielereien einer Kaiserin
Spielereien einer Kaiserin ist ein deutsches Stummfilm-Historien- bzw. Ausstattungsdrama aus dem Jahre 1929 von Wladimir Strijewski mit Lil Dagover in der Titelrolle. Der Film basiert auf dem gleichnamigen Drama von Max Dauthendey.

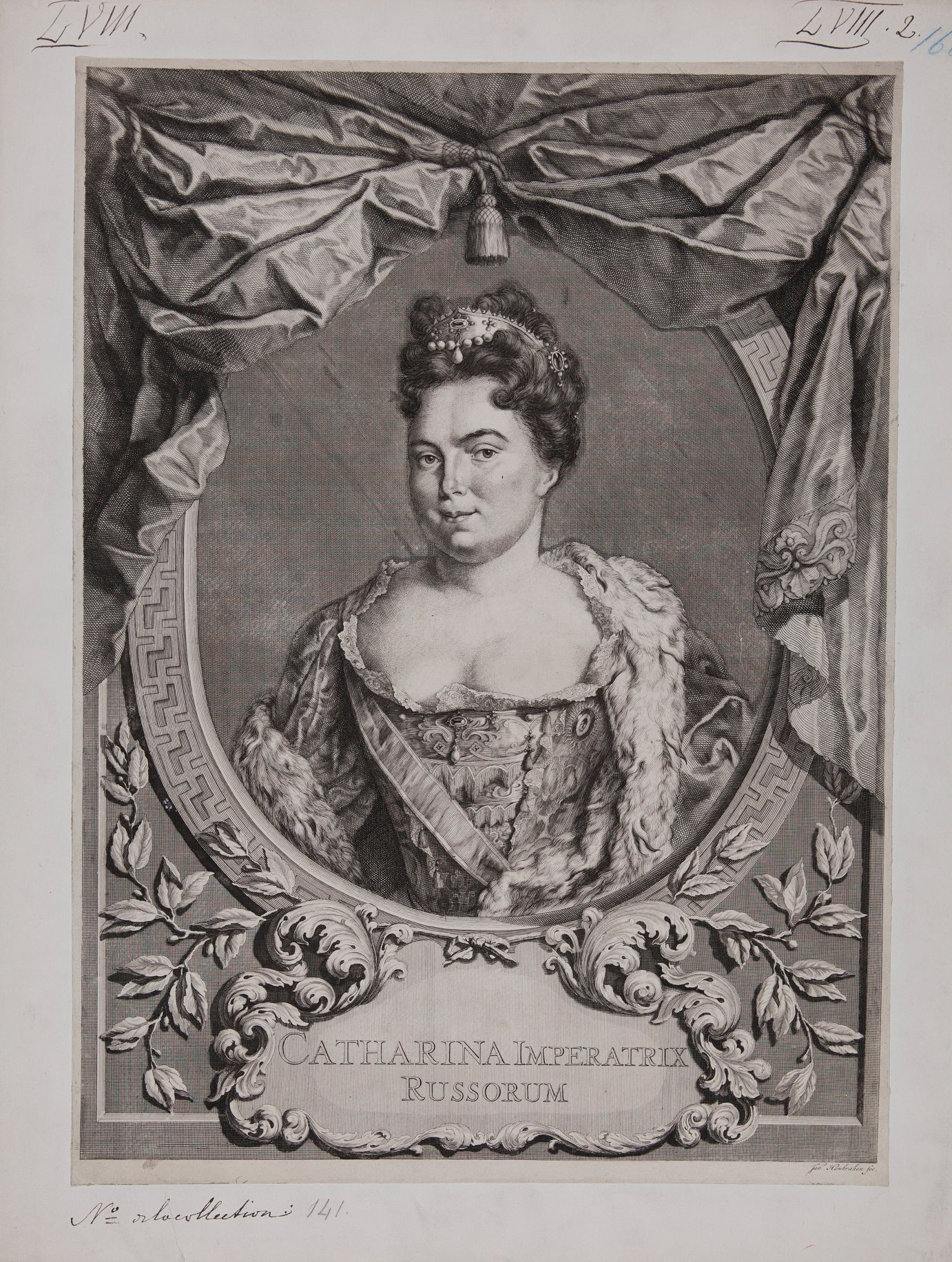
Die historische Katharina I.

## Handlung
Russland, im frühen 18. Jahrhundert. Die russischen und schwedischen Heerscharen liegen zur Zeit des Großen Nordischen Krieges in erbitternden Schlachten einander gegenüber. Katharina, eine livländische Marketenderin einfachster Herkunft, gerät in die Wirren der Zeit, als sie sich anschickt, den im Dienst von Zar Peter dem Großen russischen Fürsten Menschikoff zu ermorden, um die Belagerung von Marienburg zu beenden. Als die schöne junge Frau ihn näher kennen lernt, erliegt sie rasch seiner Persönlichkeit und sorgt dafür, dass Marienburg unversehrt kapituliert. Damit beginnt Katharinas phänomenaler gesellschaftlicher Aufstieg. 
Katharina wird von Menschikoff als „Kriegsbeute“ an den Hof des russischen Zaren gebracht, der rasch ihren Reizen erliegt und, nachdem er infolge eines Missverständnisses zur Entfremdung mit Menschikoff kommt, diese zu seiner Geliebten nimmt. Später heiratet er sie und macht die Bürgerliche zur Zarin des Russischen Reichs. Als Peter 1725 beim Versuch, während einer Überschwemmungskatastrophe Ertrinkende zu retten stirbt, ist Katharina wieder frei. Nun lodert auch die Liebe zu Fürst Menschikoff erneut auf, und beide kommen wieder zusammen. Zarin Katharina überlässt ihrem Geliebten weitgehend die Staatsgeschäfte, ehe sie nur zwei Jahre nach dem Tode ihres Gatten ebenfalls stirbt.

## Produktionsnotizen
Spielereien einer Kaiserin entstand in den UFA-Studios in Neubabelsberg, passierte die Filmzensur am 13. Dezember 1929 und wurde noch im selben Monat erstmals in Wien gezeigt. Offizieller Massenstart in Österreich war in gleich 14 Wiener Kinos am 24. Januar 1930, die Deutschland-Premiere fand drei Tage darauf in Berlins Atrium statt. Der mit Jugendverbot belegte Siebenakter besaß eine Länge von 2619 Meter. 
Dagover-Ehemann Georg Witt übernahm die Produktionsleitung. Otto Erdmann und Hans Sohnle gestalteten die Filmbauten.
Peter-der-Große-Darsteller Dimitri Smirnoff war ein bekannter russischer Sänger.

## Kritiken
Der Film wurde sehr unterschiedlich bewertet. Nachstehend vier Beispiele:
Das Neue Wiener Journal meinte: “Lil Dagover spielt die Hauptrolle in diesem ausgezeichneten Film mit bezwingendem Charme.”
Das Tagblatt befand: “In seiner szenischen Aufmachung ist der Film einer der größten der Gegenwart, auch die Ausstattung schreitet in getreuem historischen Gewande.”
Die Salzburger Chronik bemängelte zwar die historische Ungenauigkeit der Handlung, pries aber zugleich die „prachtvollen Szenen und Bilder.“
In dem österreichischen Blatt „Freiheit!“ hingegen wurde der Film regelrecht verrissen: „Es ist angeblich der größte deutsche Film — wenn ich einen größeren Schmarrn erleben will bin ich unsterblich. Ich habe selten ein so reines Gewissen gehabt wie bei folgender Feststellung: es ist furchtbar — Man begreift nicht, wie derartiger Kitsch und Unfähigkeit als Spitzenleistung ausgegeben darf und kann. Stumpfsinn und Dilettantentum schreien zum Himmel, zu dem das ganze stinkt.“